# Kanzel (Ambarès-et-Lagrave)

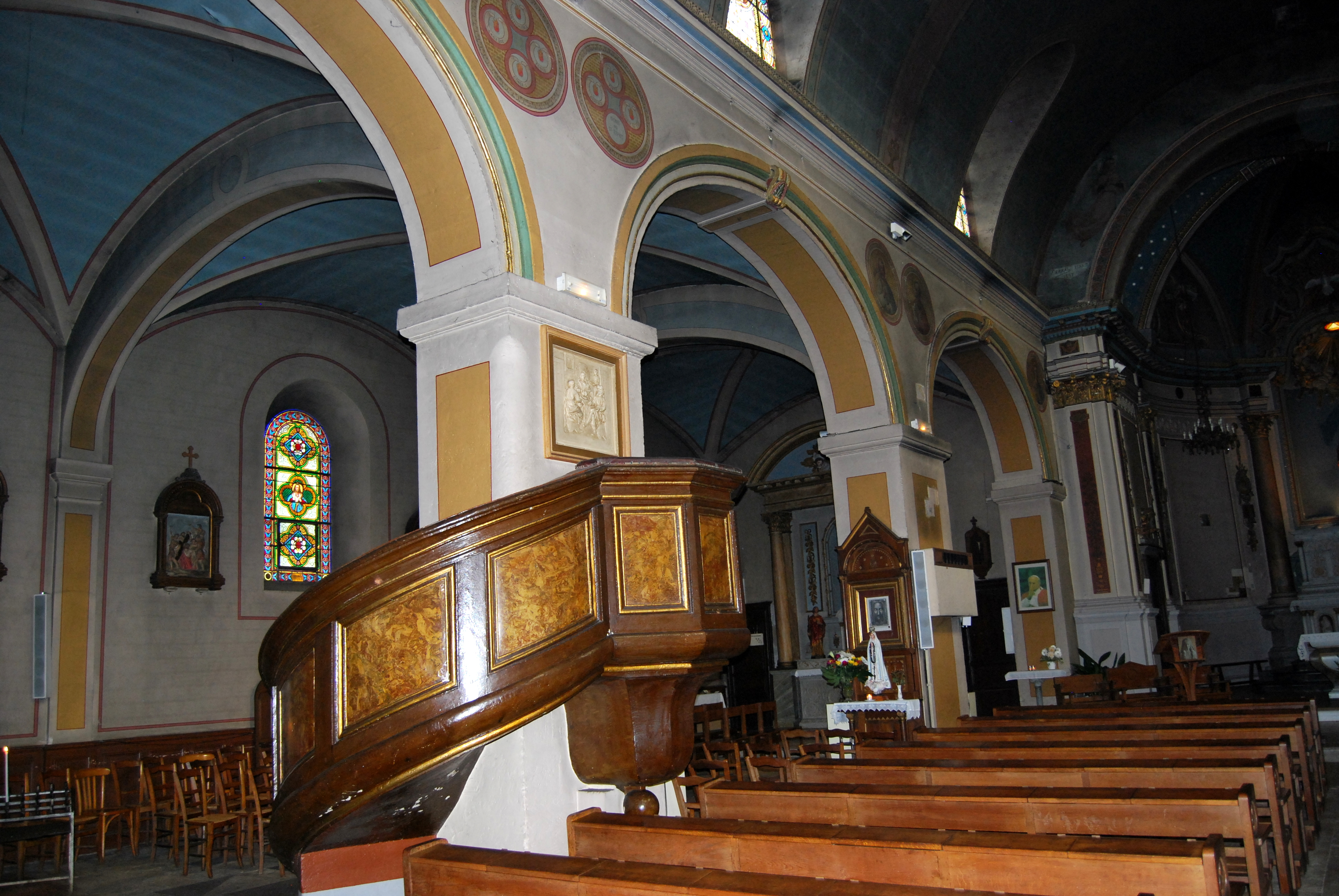
Kanzel in Ambarès-et-Lagrave (2014)

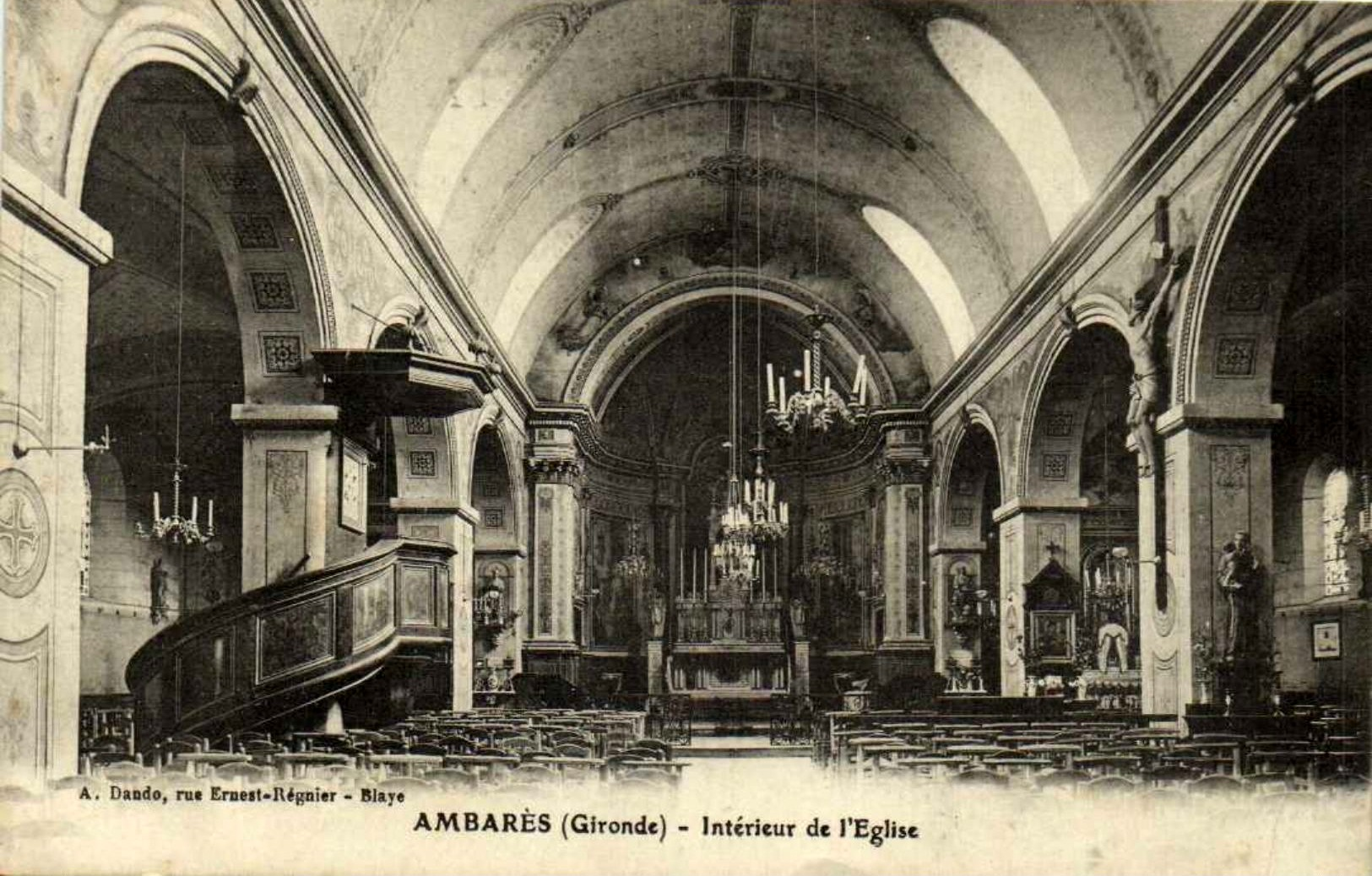
Foto der Kanzel vom Anfang des 20. Jahrhunderts mit dem heute fehlenden Schalldeckel

Die Kanzel in der katholischen Kirche St-Pierre in Ambarès-et-Lagrave, einer französischen Gemeinde im Département Gironde der Region Nouvelle-Aquitaine, wurde im 17./18. Jahrhundert geschaffen. Im Jahr 1981 wurde die barocke Kanzel als Monument historique in die Liste der denkmalgeschützten Objekte (Base Palissy) in Frankreich aufgenommen.
Die Kanzel aus Stein wurde braun angemalt und die umrahmten Flächen am Kanzelkorb und der Treppenbrüstung wurden in neuerer Zeit marmoriert gestaltet. Die Kanzel hängt frei am Pfeiler und wird von einer Konsole getragen.  
Der Kanzelkorb wird unten von einer umgedrehten Kuppel abgeschlossen. Es gibt heute weder einen Schalldeckel noch eine Kanzelrückwand (siehe altes Foto).